# Челие Месапика
Чѐлие Меса̀пика (на италиански: Ceglie Messapica, на местен диалект Cegghie, Чегие) е град и община в Южна Италия, провинция Бриндизи, регион Пулия. Разположен е на 302 m надморска височина. Населението на общината е 20 639 души (към 2010 г.).